# Montalenghe
Montalenghe is een gemeente in de Italiaanse provincie Turijn (regio Piëmont) en telt 888 inwoners (31-12-2004). De oppervlakte bedraagt 6,5 km², de bevolkingsdichtheid is 137 inwoners per km².

## Demografie
Montalenghe telt ongeveer 398 huishoudens. Het aantal inwoners steeg in de periode 1991-2001 met 7,6% volgens cijfers uit de tienjaarlijkse volkstellingen van ISTAT.
| Jaar | Inwoneraantal |
| ---- | ------------- |
| 1991 | 827           |
| 2001 | 890           |

## Geografie
Montalenghe grenst aan de volgende gemeenten: Scarmagno, Cuceglio, Mercenasco, San Giorgio Canavese, Orio Canavese.
1. ↑  https://demo.istat.it/?l=it.